# 아시아 태평양 경제협력체
아시아 태평양 경제협력체(영어: Asia-Pacific Economic Cooperation, 문화어: 아시아 태평양 경제협력회의, 약칭 에이펙(APEC), 문화어: 아페크)은 환태평양 국가들의 경제적·정치적 결합을 돈독하게 하고자 만든 국제 기구이다. 1989년 11월 5일부터 11월 7일까지 오스트레일리아의 캔버라에서 12개국이 모여 결성하였으며, 현재는 21개국이 참여하고 있다. 1993년부터는 매년 각 나라의 정상들이 모여 회담을 열고 있다.

## 역사
1989년 1월, 오스트레일리아 총리 밥 호크는 환태평양 지역 국가들 간의 보다 효과적인 경제 협력을 요청했다. 이를 계기로 같은해 11월 오스트레일리아의 수도 캔버라에서 제1회 APEC 회담이 개최되었으며, 오스트레일리아 외교부 장관을 역임하고 있던 개러스 에번스(Gareth Evans)가 초대 의장을 맡았다. 약 20개국에서 외교장관이 참석하였으며, 싱가포르와 대한민국에서 연례 회담을 갖기로 결의하고 회담은 종료되었다.
초창기 동남아시아 국가 연합(ASEAN) 회원국들은 가입 거절 의사를 표했고, 대신에 미국, 캐나다, 오스트레일리아, 뉴질랜드를 비롯한 비아시아 국가들을 제외하고 설립된 동아시아 경제 단체 회원국들에 가입 제의를 하였다. 이 방안은 아메리카 지역 회원국들로 인해 반대에 휩싸였고, 일본과 미국이 강하게 비난했다.
첫 APEC 경제 정상회의는 1993년 빌 클린턴 미국 대통령이 폴 키팅 오스트레일리아 총리와의 회의를 진행한 뒤, 블레이크섬에 각 회원국 정부 수장들을 초청하여 개최하였다. 클린턴 대통령은 이를 통해 고착에 빠진 우루과이 라운드 통상 협의가 다시 정상 궤도에 올리는 데 도움이 될 것으로 기대하였다. 회의에서 일부 정상들은 무역 투자 장벽을 지속적으로 줄여달라고 요청하여, 아시아-태평양 지역에 공동체를 구상하고 협력을 통해 번영을 이끌 수 있도록 하는 방안을 제시했다. 이후 APEC 기구의 활동을 조직화하기 위한 APEC 사무국이 싱가포르에 설치되기에 이른다.
1994년 인도네시아 보고르 정상회의에서 각국 정상은 보고르 선언을 통해 아태 지역의 무역 투자를 자유화하고 개방하기로 약속하였으며, 2010년까지는 선진국들이, 2020년까지는 개발도상국들이 이행하기로 결정하였다. 1995년에는 APEC 기업인 자문위원회 (ABAC)를 설치하고, 각 회원국 출신의 기업인 3인으로 구성하여 자문을 맡도록 하였다.
2001년 4월, APEC은 5개의 국제기구(유로스타트, IEA, OLADE, OPEC, UNSD)과 합동으로 공동 석유 데이터 엑서사이즈 (Joint Oil Data Exercise)를 출범시켰다.

## 회원국
APEC은 1989년 11월에 12개국이 창립 회원국으로 참여했으며, 현재는 21개국이 참여하고 있다. APEC 회원국은 '국가'가 아닌 '경제권' 범위로 참여한다. 따라서 APEC 회의장에서는 가입국의 국기를 게양하거나 국명 표시를 하지 않으며, APEC 정상간의 회의는 정상회의(Summit)가 아닌 APEC 경제 지도자 회의(Economic Leaders' Meeting)라는 명칭을 사용한다.
- 오스트레일리아 (1989년 11월)
- 브루나이 (1989년 11월)
- 캐나다 (1989년 11월)
- 인도네시아 (1989년 11월)
- 일본 (1989년 11월)
- 대한민국 (1989년 11월)
- 말레이시아 (1989년 11월)
- 뉴질랜드 (1989년 11월)
- 필리핀 (1989년 11월)
- 싱가포르 (1989년 11월)
- 태국 (1989년 11월)
- 미국 (1989년 11월)
- 중화인민공화국 (1991년 11월)
- 홍콩 (1991년 11월)[6]
- 중화민국 (1991년 11월)[7]
- 멕시코 (1993년 11월)
- 파푸아뉴기니 (1993년 11월)
- 칠레 (1994년 11월)
- 페루 (1998년 11월)
- 러시아 (1998년 11월)
- 베트남 (1998년 11월)

## 추후 가입 가능 국가

APEC의 확장, 연두색이 가입을 할 가능성이 높은 국가다.

인도는 처음에 미국, 일본, 오스트레일리아, 파푸아뉴기니의 지원을 통해 APEC 가입을 희망했지만 당국자들은 인도가 태평양과 접하고 있지 않다는 점을 고려하여 인도의 APEC 가입을 허용하지 않기로 결정했다. 하지만 인도는 2011년 11월에 처음으로 옵서버 자격으로 참석했다.
방글라데시, 파키스탄, 스리랑카, 마카오, 몽골, 라오스, 캄보디아, 코스타리카, 콜롬비아, 파나마, 에콰도르는 APEC 가입을 신청한 국가들 가운데 하나이다. 콜롬비아는 1995년 초반에 APEC 가입을 신청했지만 APEC이 1993년부터 1996년까지 신규 회원국 수용을 중단하기로 결정하면서 무산되었다. 또한 APEC은 1997년 아시아 금융 위기를 계기로 2007년까지 신규 회원국을 수용하지 않기로 결정했다. 괌은 홍콩의 사례를 인용하여 별도의 회원국으로 참가하는 방안을 모색했지만 괌 대표권을 갖고 있는 미국의 반대로 무산되었다.

## 개최 현황

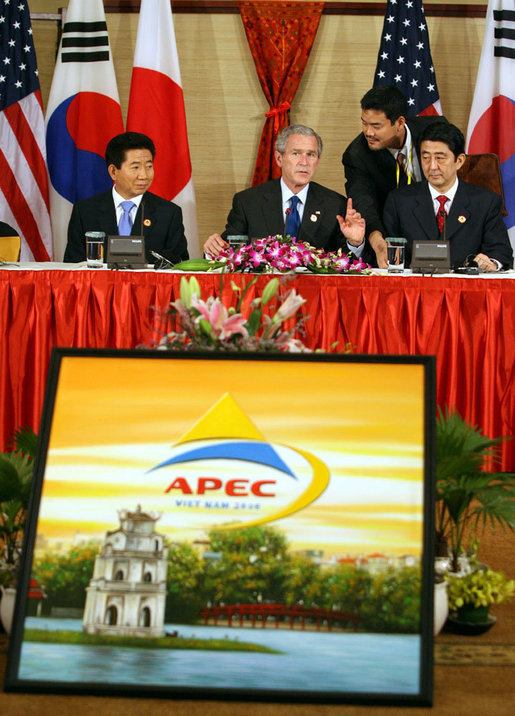
2006년 베트남 하노이에서 열린 APEC 정상회의에 참석한 노무현 대한민국 대통령, 조지 W. 부시 미국 대통령, 아베 신조 일본 총리

| 회 | 개최 기간                    | 개최국         | 개최 도시        | 비고 |
| -- | ---------------------------- | -------------- | ---------------- | --- |
| 1  | 1989년 11월 6일 ~ 11월 7일   | 오스트레일리아 | 캔버라           | |
| 2  | 1990년 7월 29일 ~ 7월 31일   | 싱가포르       | 싱가포르         | |
| 3  | 1991년 11월 12일 ~ 11월 14일 | 대한민국       | 서울             | |
| 4  | 1992년 9월 10일 ~ 9월 11일   | 태국           | 방콕             | |
| 5  | 1993년 11월 19일 ~ 11월 20일 | 미국           | 시애틀           | |
| 6  | 1994년 11월 15일 ~ 11월 16일 | 인도네시아     | 보고르           | |
| 7  | 1995년 11월 18일 ~ 11월 19일 | 일본           | 오사카           | |
| 8  | 1996년 11월 24일 ~ 11월 25일 | 필리핀         | 수비크           | 필리핀은 한국과 오스트레일리아 및 필리핀 등 3국 간 기업인을 대상으로 무비자 입국을 허용하는 비즈니스 카드(official business card)를 발급하기로 합의하였다. :367 |
| 9  | 1997년 11월 24일 ~ 11월 25일 | 캐나다         | 밴쿠버           | |
| 10 | 1998년 11월 17일 ~ 11월 18일 | 말레이시아     | 쿠알라룸푸르     | |
| 11 | 1999년 9월 12일 ~ 9월 13일   | 뉴질랜드       | 오클랜드         | |
| 12 | 2000년 11월 15일 ~ 11월 16일 | 브루나이       | 반다르스리브가완 | |
| 13 | 2001년 10월 20일 ~ 10월 21일 | 중화인민공화국 | 상하이           | |
| 14 | 2002년 10월 26일 ~ 10월 27일 | 멕시코         | 로스카보스       | |
| 15 | 2003년 10월 20일 ~ 10월 21일 | 태국           | 방콕             | |
| 16 | 2004년 11월 20일 ~ 11월 21일 | 칠레           | 산티아고         | |
| 17 | 2005년 11월 18일 ~ 11월 19일 | 대한민국       | 부산             | |
| 18 | 2006년 11월 18일 ~ 11월 19일 | 베트남         | 하노이           | |
| 19 | 2007년 9월 8일 ~ 9월 9일     | 오스트레일리아 | 시드니           | |
| 20 | 2008년 11월 22일 ~ 11월 23일 | 페루           | 리마             | |
| 21 | 2009년 11월 14일 ~ 11월 15일 | 싱가포르       | 싱가포르         | |
| 22 | 2010년 11월 13일 ~ 11월 14일 | 일본           | 요코하마         | |
| 23 | 2011년 11월 12일 ~ 11월 13일 | 미국           | 호놀룰루         | |
| 24 | 2012년 9월 9일 ~ 9월 10일    | 러시아         | 블라디보스토크   | |
| 25 | 2013년 10월 7일 ~ 10월 8일   | 인도네시아     | 발리             | |
| 26 | 2014년 11월 10일 ~ 11월 11일 | 중화인민공화국 | 베이징           | |
| 27 | 2015년 11월 18일 ~ 11월 20일 | 필리핀         | 마닐라           | |
| 28 | 2016년 11월 18일 ~ 11월 20일 | 페루           | 리마             | |
| 29 | 2017년 11월 10일 ~ 11월 11일 | 베트남         | 다낭             | |
| 30 | 2018년 11월 17일 ~ 11월 18일 | 파푸아뉴기니   | 포트모르즈비     | |
| 31 | 2019년 11월 16일 ~ 11월 17일 | 칠레           | 산티아고 (취소)  | 2019년 칠레 시위의 여파로 인하여 취소됨 |
| 32 | 2020년 11월 20일             | 말레이시아     | 쿠알라룸푸르     | 코로나19 범유행의 여파로 인하여 화상 회의 형식으로 개최됨 |
| 33 | 2021년 11월 12일             | 뉴질랜드       | 오클랜드         | 코로나19 범유행의 여파로 인하여 화상 회의 형식으로 개최됨 |
| 34 | 2022년 11월 18일 ~ 11월 19일 | 태국           | 방콕             | |
| 35 | 2023년 11월 15일 ~ 11월 17일 | 미국           | 샌프란시스코     | |
| 36 | 2024년 11월 15일 ~ 11월 16일 | 페루           | 쿠스코           | |
| 37 | 2025년 10월 29일 ~ 10월 31일 | 대한민국       | 경주             | |
| 38 | 2026년                       | 중화인민공화국 | 미정             | |
| 39 | 2027년                       | 베트남         | 미정             | |

## APEC 연구 센터 컨소시엄
1993년 APEC 정상들은 회원국의 대학 및 연구 기관들 사이에 APEC 연구 센터 네트워크를 구축하기로 결정했다. APEC 연구 센터는 APEC 지역 경제 통합의 사명을 지원하고이 지역의 학계 전문가 네트워크를 구축하는 수단 인 연구 및 학술 토론을 촉진하는 기관이다.  21개 회원국 각각 센터를 운영한다. 오늘날에는 70개 이상의 APEC 연구센터가 있으며 함께 APEC 연구 센터 컨소시엄 (ASCC)을 구성한다.
APEC 연구 센터 컨소시엄은 연중 APEC 주최 경제 센터 중 한 곳에서 주최하는 연례 컨퍼런스를 개최한다. 연차 총회는이 지역의 학자 및 학자들이 연구에 대해 논의하고 협력 분야를 식별 할 수 있는 기회를 제공한다. APEC 연구 센터는 1993년 "APEC 지도자 교육 발의"를 시작한 APEC 지도자들이 제시 한 비전의 일부였다. 이 발의는 주요 지역 경제 도전에 대한 학술 협력 증진을 위해 제 3차 및 연구 기관 간의 지역 협력을 촉진 할 것을 APEC 회원국에 촉구했다. APEC 연구 센터는 APEC 및 그 기능과 무관하다. 자금 조달 방식이 일정하지 않다. 재정 지원은 공적 및 사적 기금을 통해 제공되며, 연구 주제는 일반적으로 개별 학습 센터에서 선택하고, 독립성과 유연성이 보장되고 APEC 연구 센터 프로세스의 무결성도 보장된다.
유명한 센터들은 다음과 같다 :
- 호주 APEC 연구 센터, 로열 멜버른 공과대학교, 호주[10]
- 버클리 APEC 연구 센터, 캘리포니아 대학, 버클리, 미국[11]
- 대만 APEC 연구 센터, 대만 경제연구기관, 대만[12]
- 홍콩대 APEC 연구 센터, 홍콩 대학, 홍콩[13]
- 고베 APEC 연구 센터, 고베 대학, 일본[14]
- 말레이시아 APEC 연구 센터, 말레이시아 사라악 대학교 사라악, 말레이시아
- 난카이 APEC 연구 센터, 난카이 대학교, China[15]
- 필리핀 APEC 연구 센터 네트워크, 필리핀 개발 연구원, 필리핀
- 캐나다 APEC 연구 센터, 아시아 태평양 재단 (캐나다), 밴쿠버, 브리티시 콜롬비아, 캐나다[16]
- 인도네시아 APEC 연구 센터, APEC 연구 센터 인도네시아 대학, 인도네시아[17]
- 인도 APEC 연구 센터,뭄바이 대학교, 자와 할랄 네루 대학교
- 베트남 APEC 연구 센터, 베트남 외교 아카데미, 베트남[18]
- 한국 APEC 연구 컨소시엄 사무국, 대외경제정책연구원, 한국[19]

## 연간 APEC 경제 지도자 회의
1989년 APEC이 창립 된 이래 APEC은 모든 회원국의 대표들과 연례 회의를 개최했다. 처음 4 회의 연례 회의에는 장관급 관리들이 참석했다. 1993년에 시작하여 연례 회의는 APEC 경제 지도자 회의 (APEC Economic Leaders 'Meetings)로 명명되었으며, 장관급 임원이 대표하는 대만을 제외한 모든 회원국의 정부 수반이 참석한다. 연례 지도자 회의는 정상 회의라고 부르지 않는다.

### 회의 전개 과정
1997년 APEC 회의가 밴쿠버에서 개최되었다. 캐나다 왕립 경찰관들이 시위대에게 후추 스프레이를 사용한 후에 논란이 발생했다. 시위자들은 인도네시아 대통령 수하르토 (Suharto)와 같은 독재자 지도자들의 존재에 반대했다. 2001년 상하이 정상 회의에서 APEC 정상들은 새로운 무역 협상을 추진하고 무역 능력 개발 지원 프로그램을 지원함으로써 몇 주 후 도하 개발 아젠다(Doha Development Agenda)의 발족을 이끌었다. 이 회의는 또한 개방 시장의 이행, 구조 개혁 및 역량 강화를 강조하면서 미국이 제안한 상하이 협약을 지지했다. 협정의 일환으로 APEC 투명성 기준을 개발 및 이행하고 아시아 태평양 지역의 무역 거래 비용을 5년간 5 % 줄이며 정보 기술 상품 및 서비스와 관련된 무역 자유화 정책을 추진하기로 약속했다.
2005 부산 정상 회의가 부산에서 개최되었다. 회의는 세계 무역기구 (WTO)의 도하 라운드 협상에 초점을 맞추어 12월에 홍콩에서 개최된 2005년 WTO 각료회의까지 이어졌다. 몇 주 전 파리에서 열린 무역 협상은 미국과 유럽 연합을 포함한 여러 WTO 회원국간에 농업 무역 장벽 축소에 중점을 두어 개최되었다. 2005년 정상회의에서 APEC 정상들은 유럽 연합이 농업 보조금 축소에 동의 할 것을 촉구했다.
APEC 기후 네트워크 워킹 그룹에 의해 설립 된 기후 정보 공유 발의의 연장선에서, 지도자들은 APEC 기후 센터를 부산에 설치하기로 결정했다. APEC에 대한 평화적인 시위가 부산에서 개최되었지만 회의 일정은 영향을받지 않았다.
2006년 11월 19일 하노이에서 열린 정상 회의에서 APEC 정상들은 테러와 다른 안보 위협에 대한 비판을 하면서 세계적인 자유 무역 협상에 새로운 시작을 촉구했다. APEC은 또한 북한이 핵 군축에 대해 "구체적이고 효과적인"조치를 취할 것을 촉구하면서 핵 실험과 미사일 시험 발사를 비판했다. 이 지역에서의 핵 확산에 대한 우려는 경제 주제 외에도 논의되었다. 미국과 러시아는 세계 무역기구 (WTO) 가입을 위한 러시아의 입찰의 일환으로 합의에 서명했다.
2007년 9월 2일부터 9일까지 시드니에서 APEC 호주 2007 정상 회의가 열렸다. 정치 지도자들은 경제 발전과 상관 관계가있는 에너지 강도를 25 % 줄이는 목표에 동의했다. 예상되는 시위대와 잠재적인 테러리스트에 대해 항공기 조종사와 철저한 강철 바리케이드를 포함한 극도의 보안 조치가 취해졌지만, 시위 활동은 평화적이었고, 그 보안 범위에는 호주 텔레비전 프로그램인 The Chaser의 회원들이 탄 스푸핑 외교 자동차 행렬이 쉽게 침투했다. 그 중 하나는 알카에다 지도자 오사마 빈 라덴을 닮은 복장을 하고 있었다. APEC USA 2011 지도자 회의는 2011년 11월 8-13일 하와이 호놀룰루에서 열렸다.

### APEC 지도부 단체사진
APEC 경제지도자회의가 끝나면 APEC 정상들이 공식 가족사진을 찍기 위해 모인다. 전통은 사회 구성원의 문화를 반영하기 위해 지도자들의 옷을 입는다. 이 전통은 1993년 빌 클린턴 당시 미국 대통령이 비공식적인 복장을 고집하고 지도자들에게 가죽 폭격기 재킷을 주었던 첫 만남으로 거슬러 올라간다. 2010년 회의에서 일본은 리더들이 전통적인 기모노보다는 스마트 캐주얼 차림으로 갈아입었다. 마찬가지로 2009년 호놀룰루가 2011년 APEC 정상회의 장소로 선정되었을 때 버락 오바마 미국 대통령은 "꽃무늬 셔츠와 잔디 스커트"를 입은 지도자들을 보고 싶다고 농담을 했다. 이전의 사진들을 보고, 지도자들에게 알로하 셔츠를 입게 하는 것이 경제 긴축 기간 동안 잘못된 인상을 줄 수 있다고 우려한 후, 오바마는 전통을 끝낼 때라고 결정했던 것 같다. 리더들은 선물로 특별히 고안된 알로하 셔츠를 받았으나 사진용으로 그것을 입을 것으로 예상되지는 않았다. 2013년 인도네시아 발리에서 열린 회의에서 인도네시아 발리의 지도자들은 바틱 의상을 입고, 중국 2014년 탕 정장 자켓, 2016년 페루에서는 비구니 모직 숄을, 2017년에는 베트남 실크 셔츠를 입고 있었다.

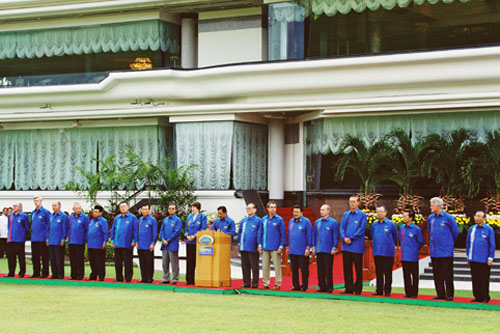
APEC 2000, 브루나이
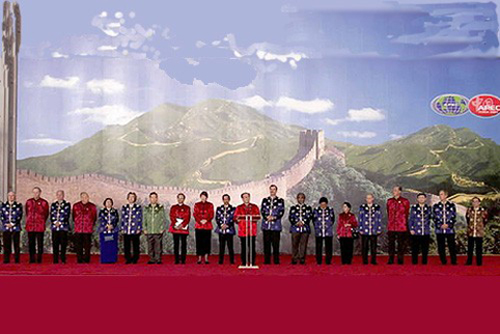
APEC 2001, 중국
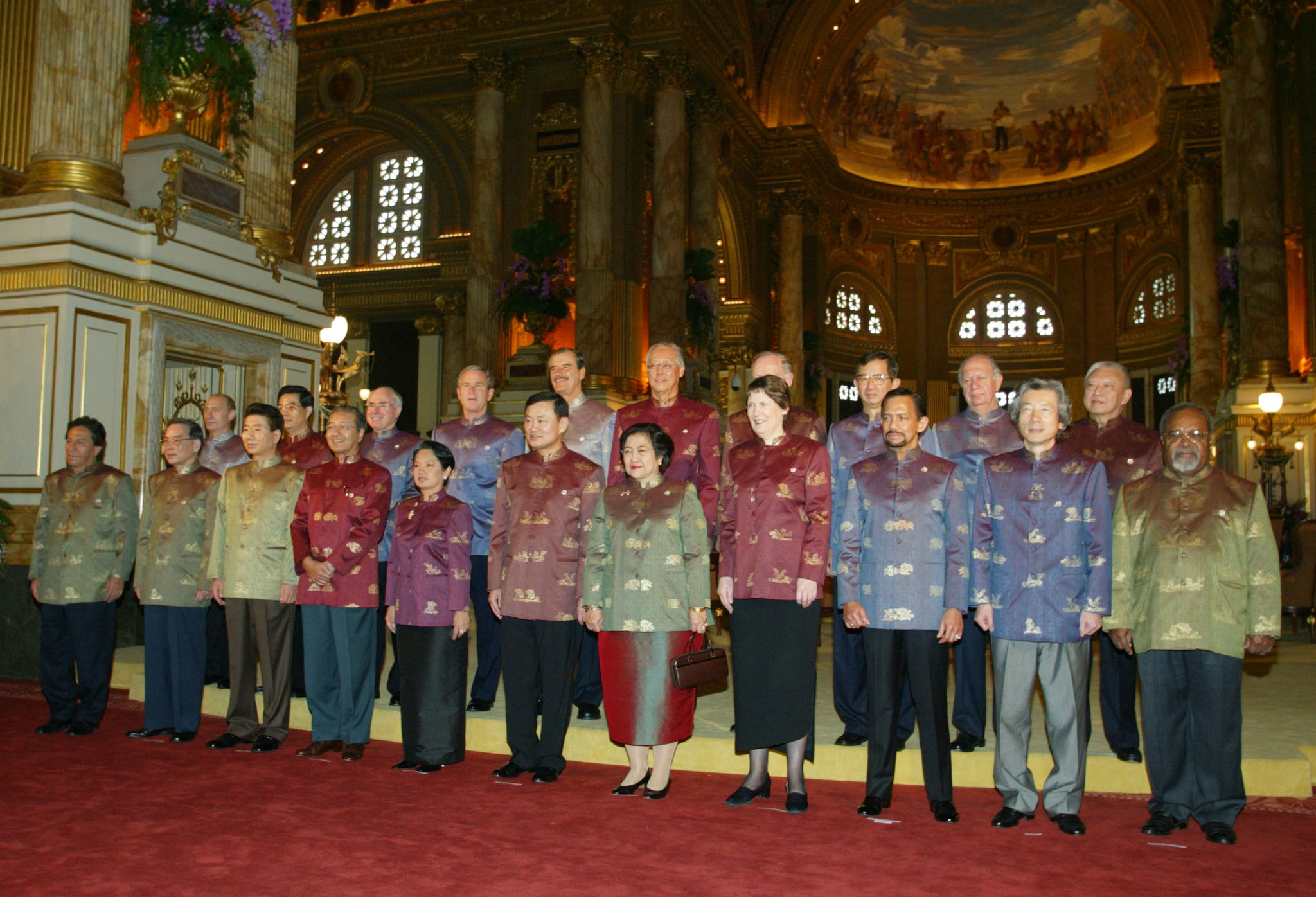
APEC 2003, 태국
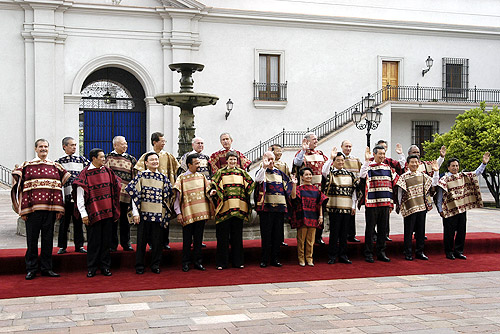
APEC 2004, 칠레
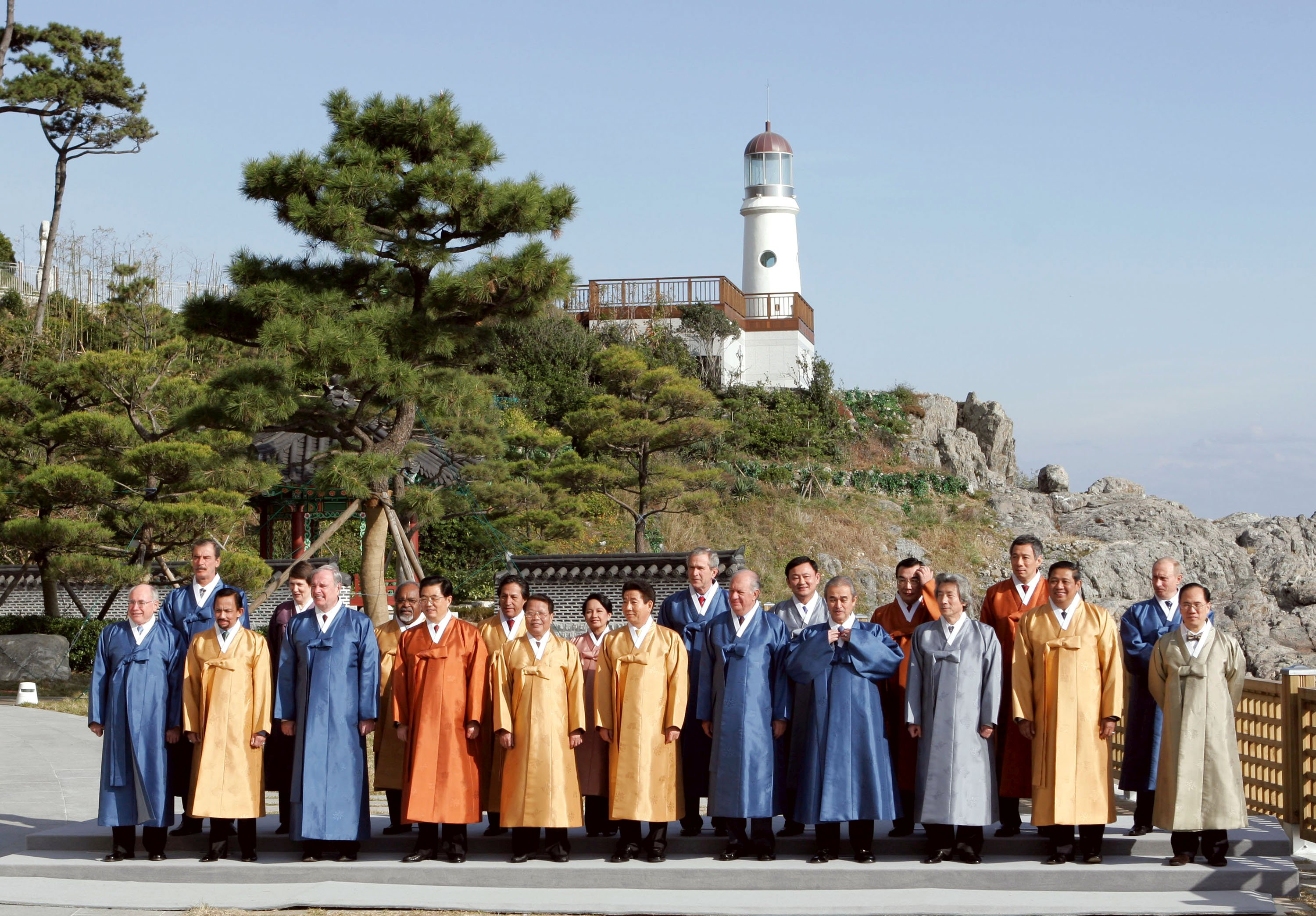
APEC 2005, 한국
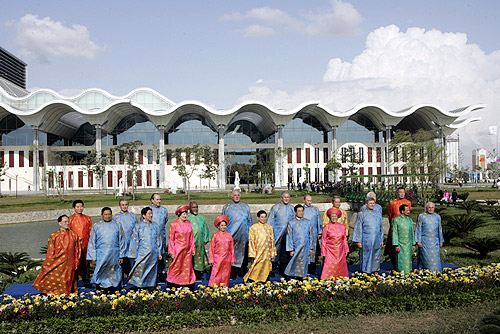
APEC 2006, 베트남
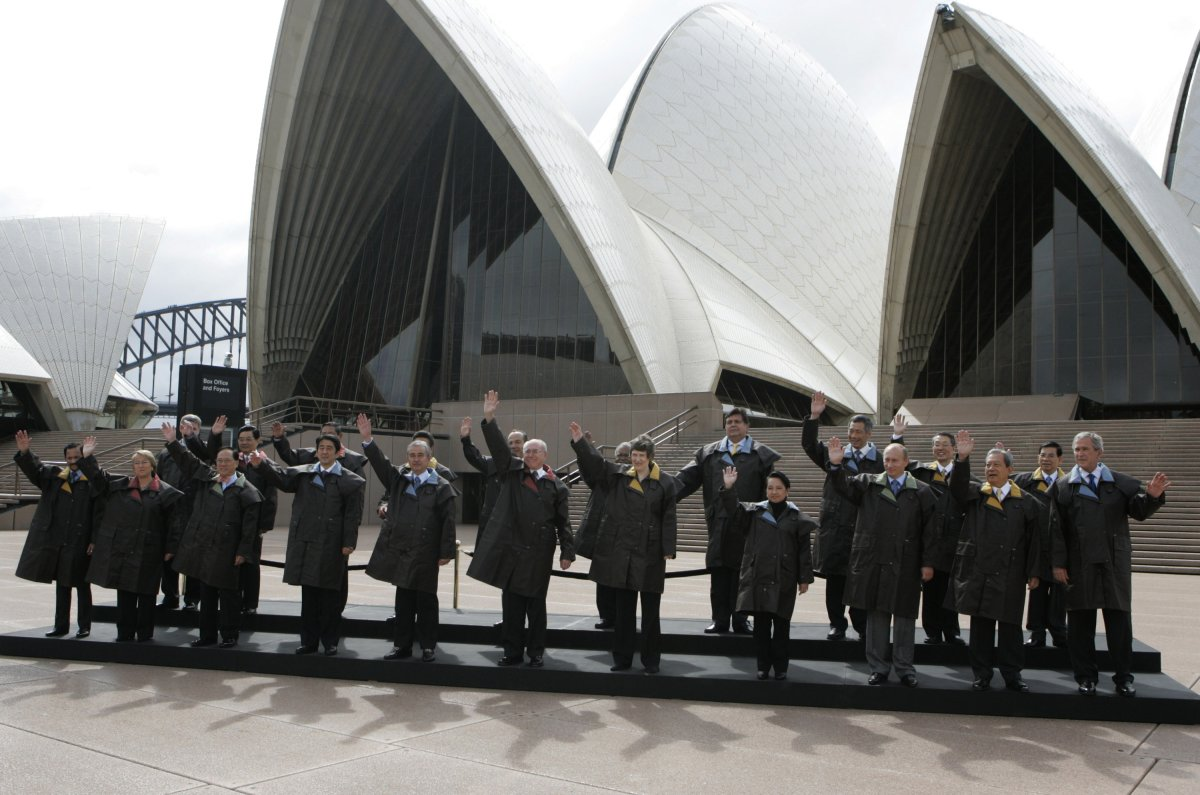
APEC 2007, 호주
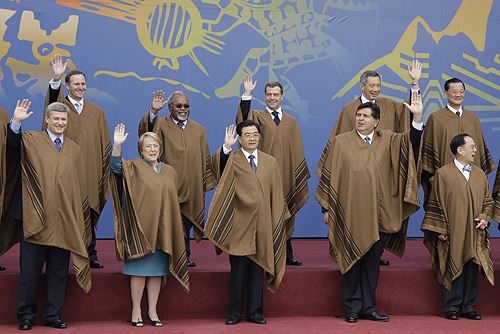
APEC 2008, 페루
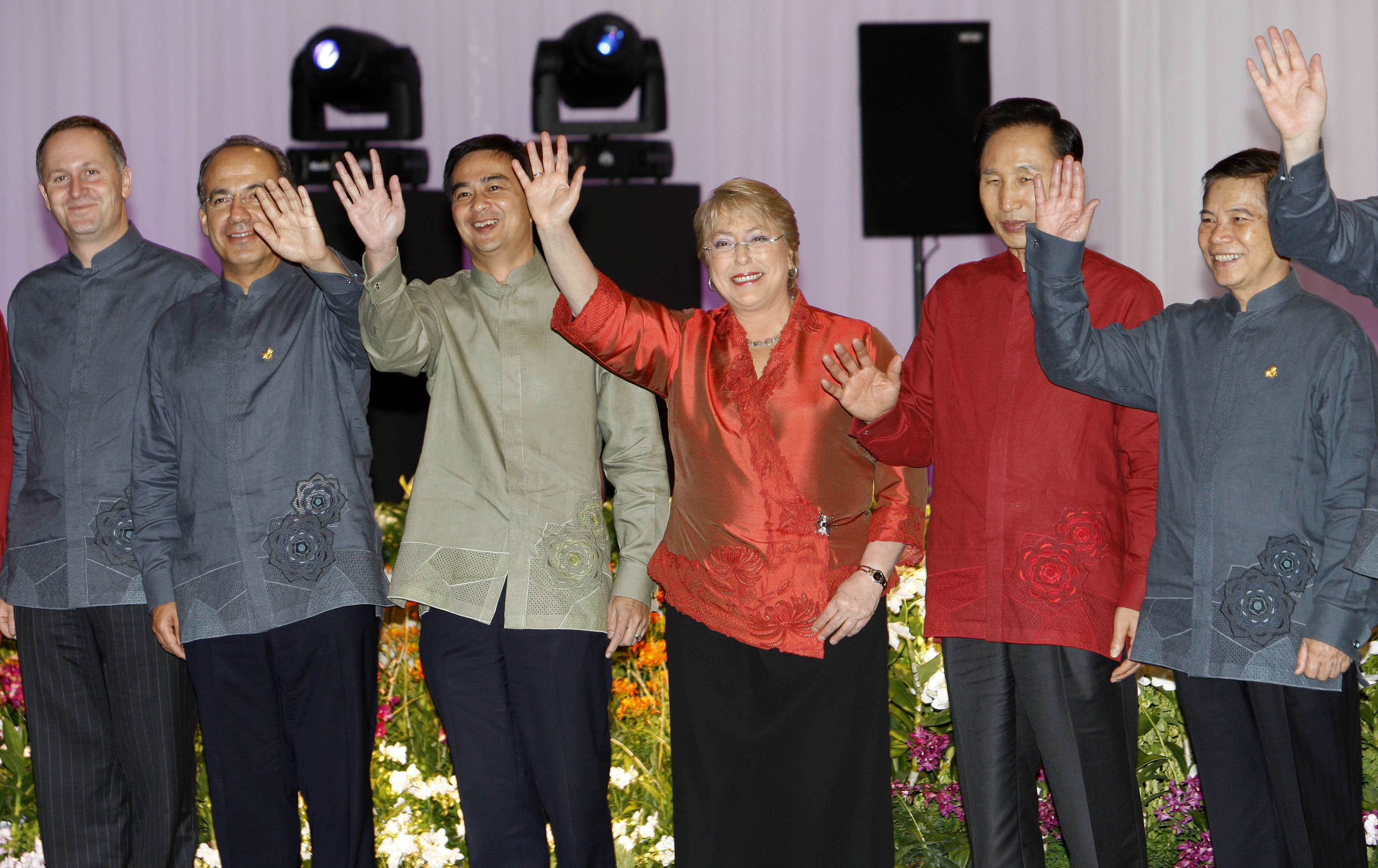
APEC 2009, 싱가포르
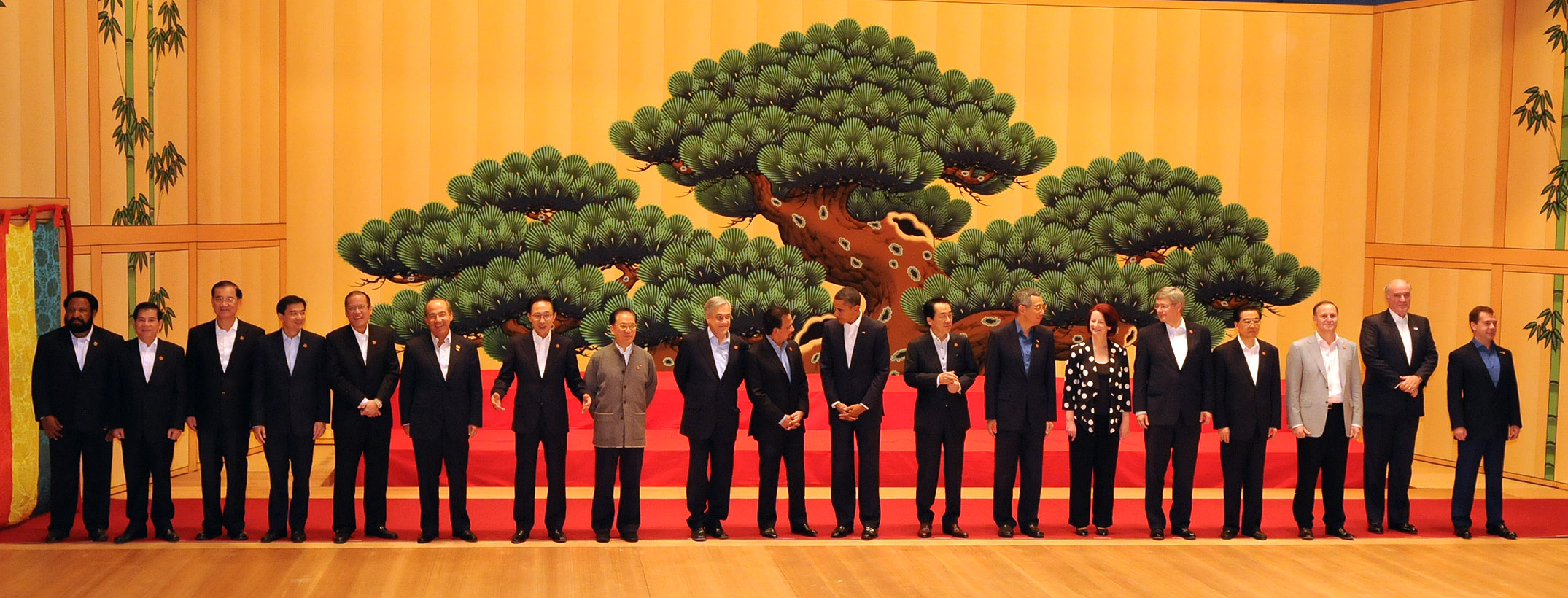
APEC 2010, 일본
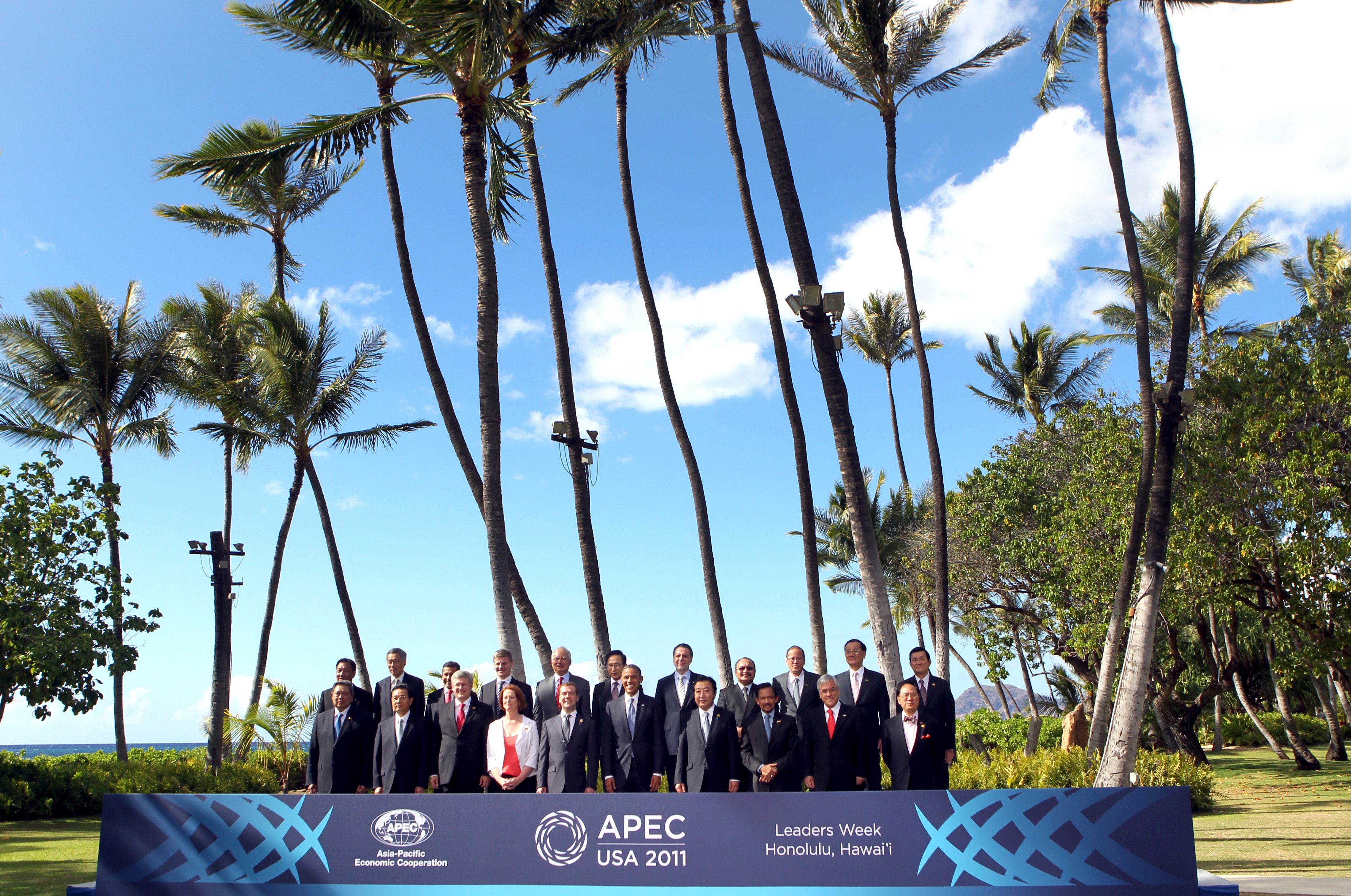
APEC 2011, 미국
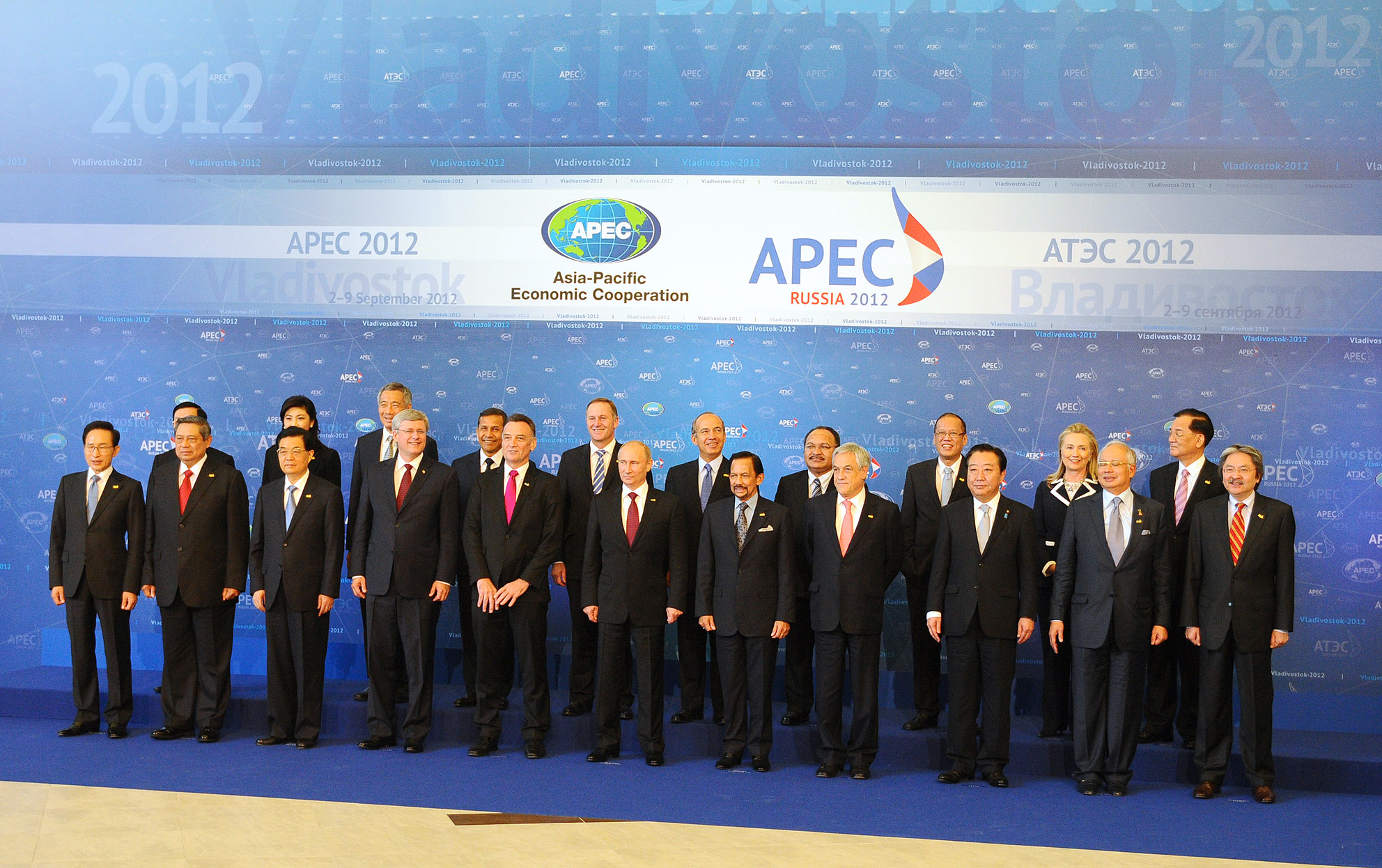
APEC 2012, 러시아
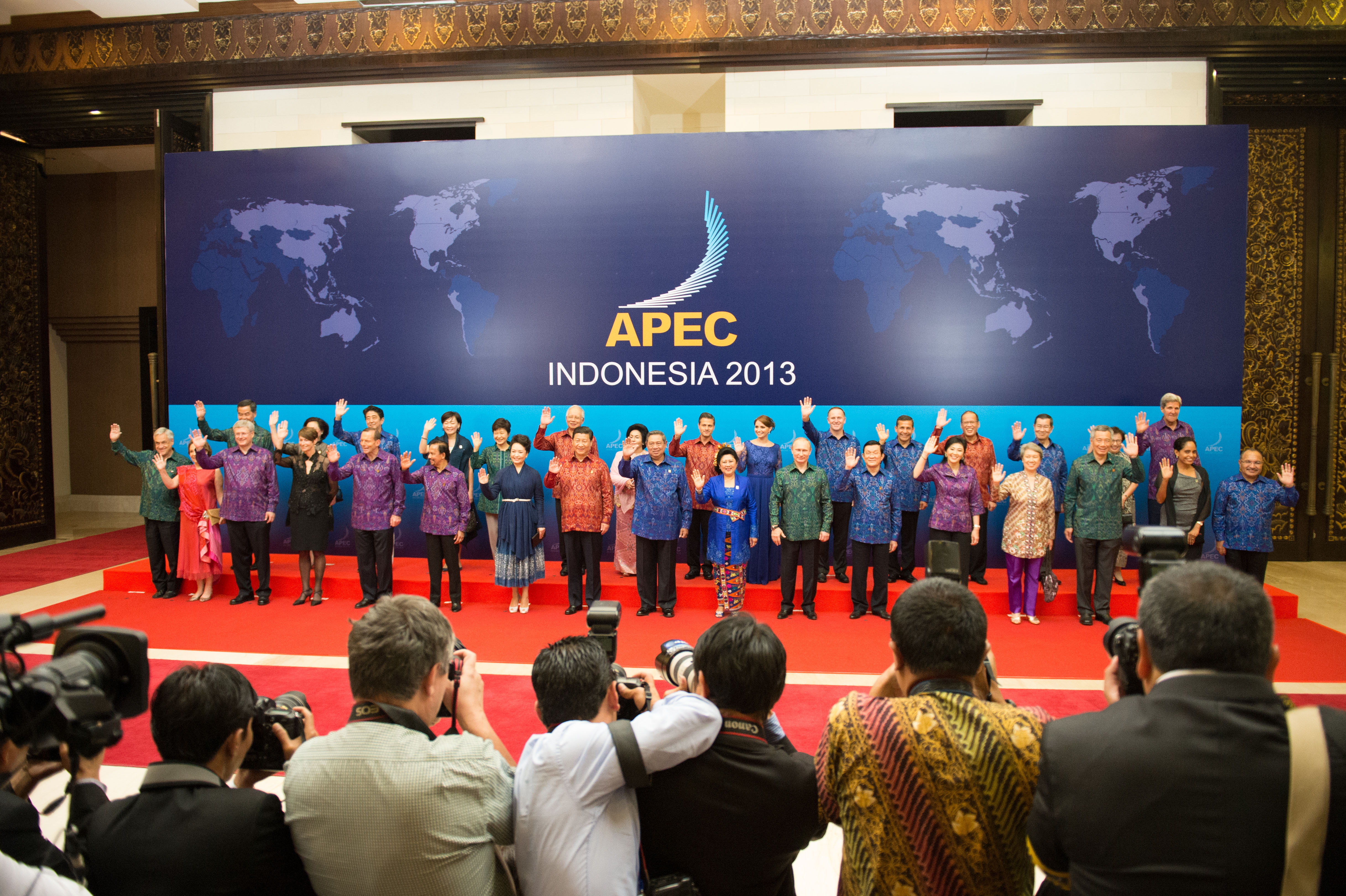
APEC 2013, 인도네시아
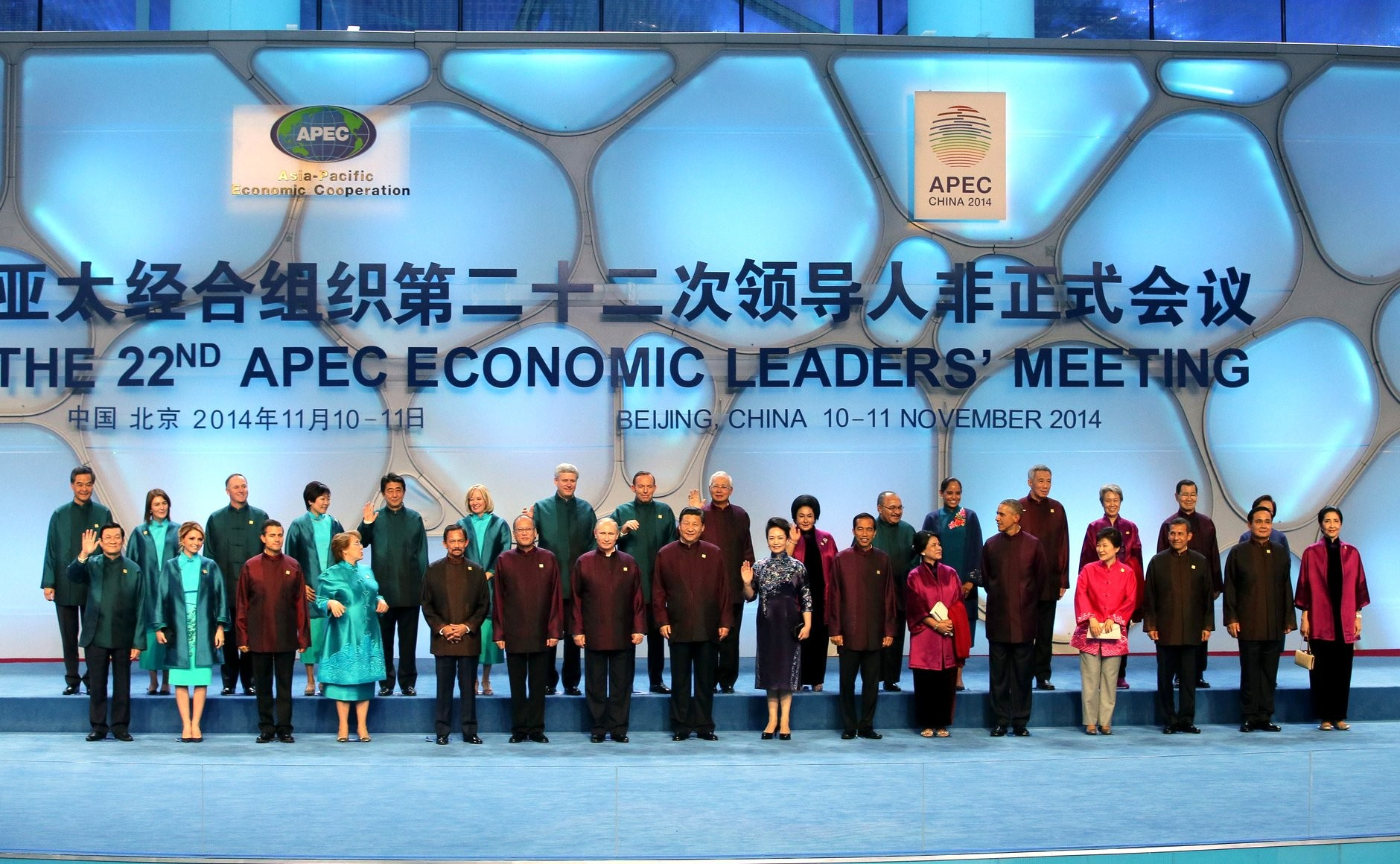
APEC 2014, 중국
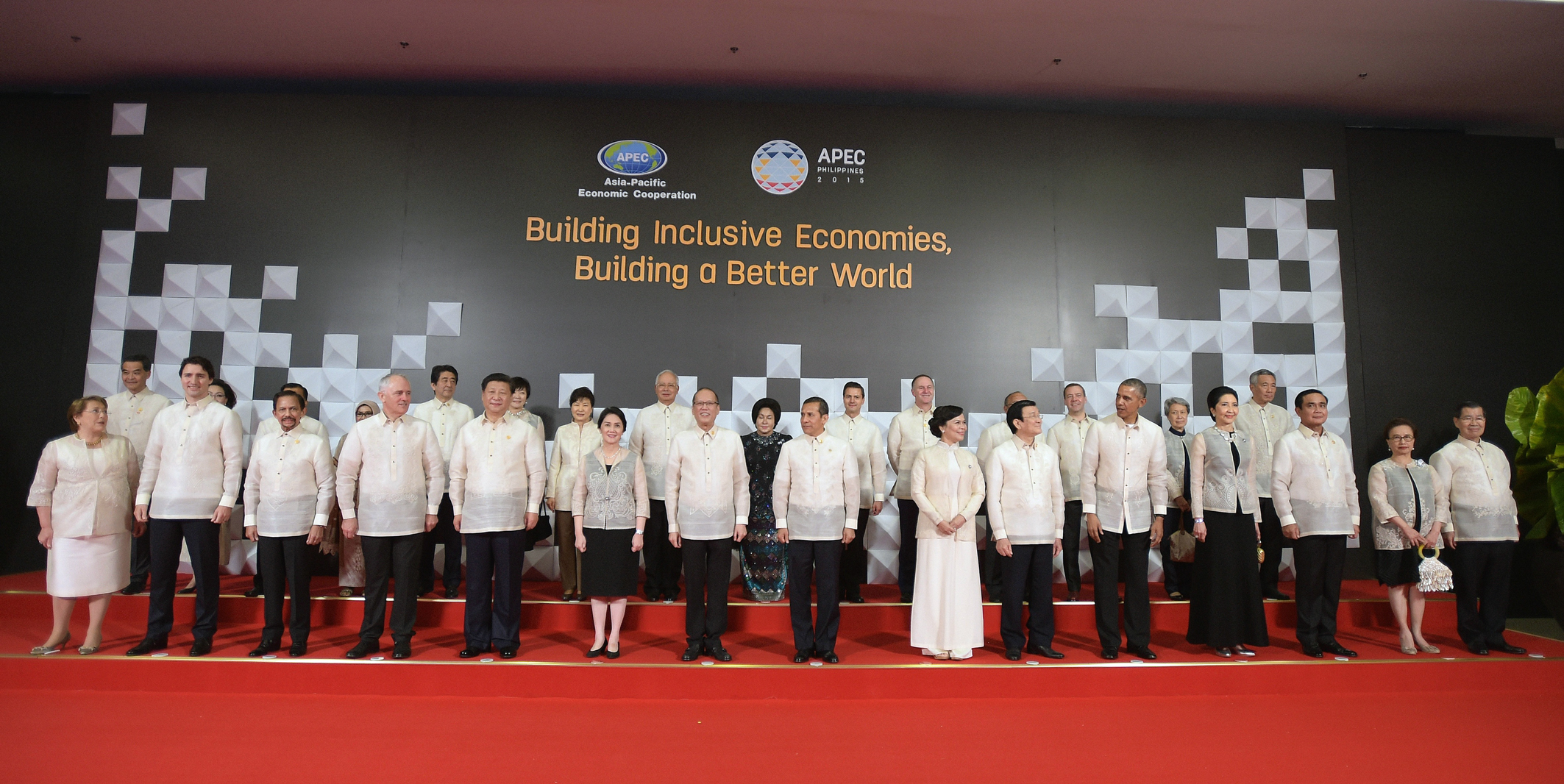
APEC 2015, 필리핀
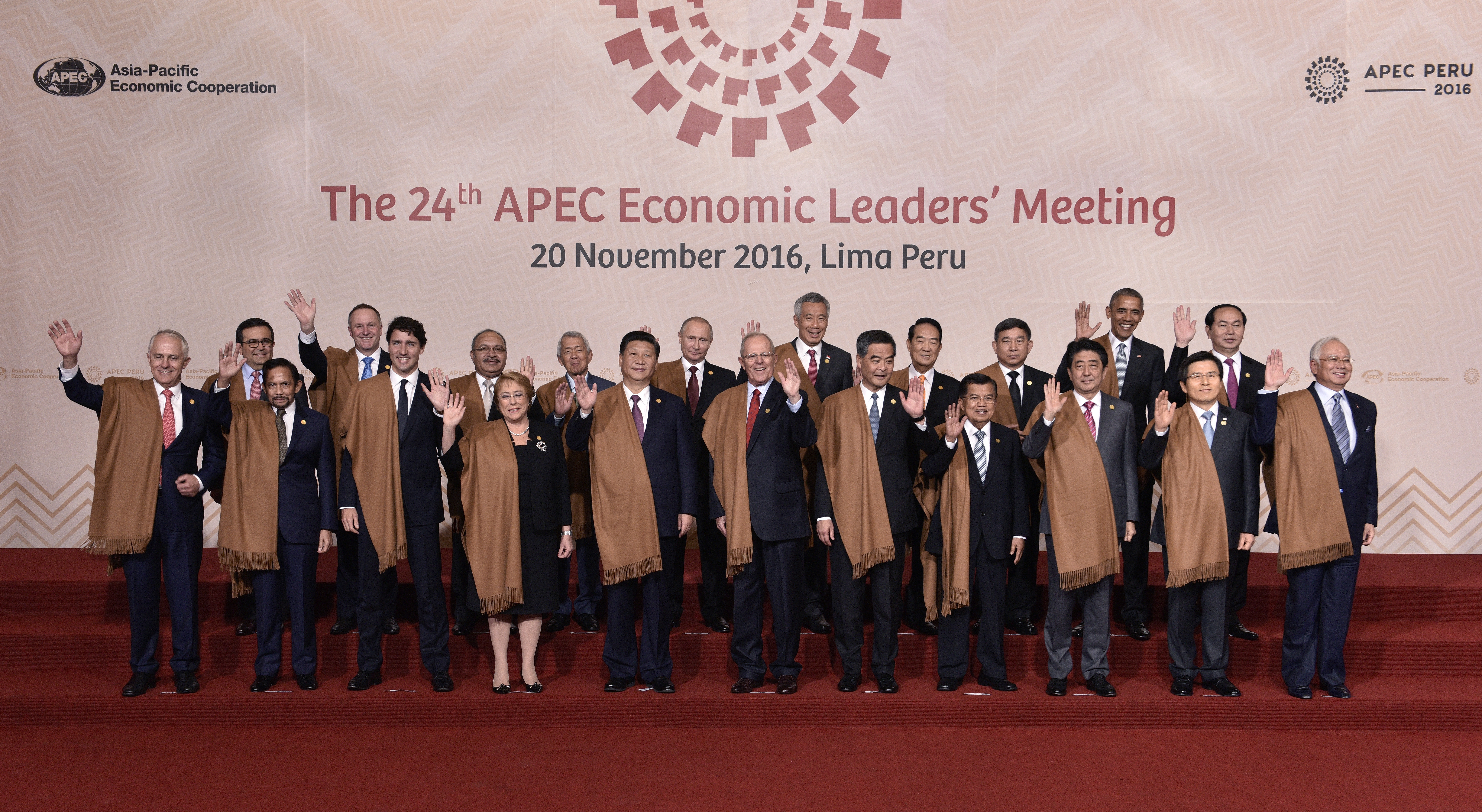
APEC 2016, 페루
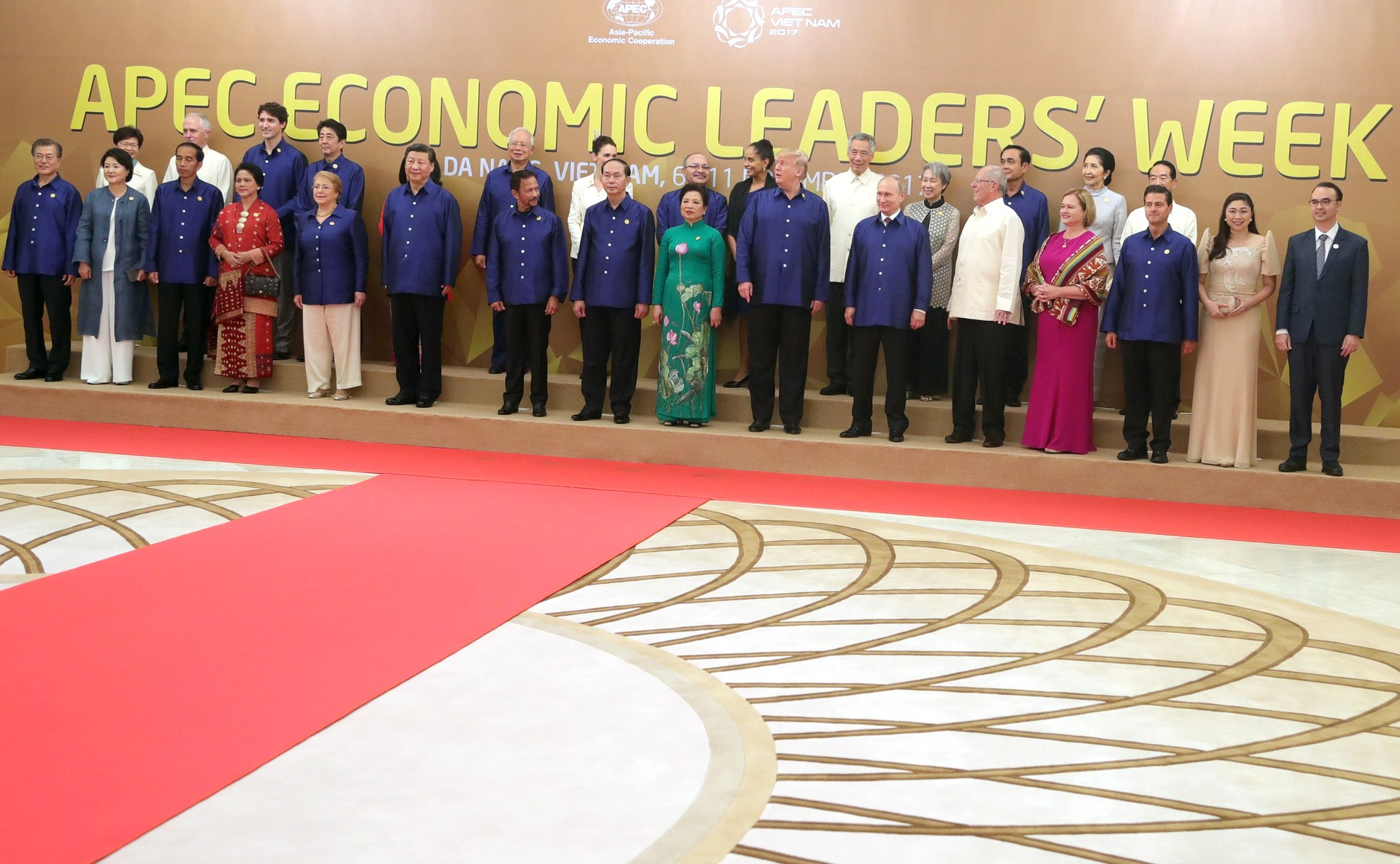
APEC 2017, 베트남
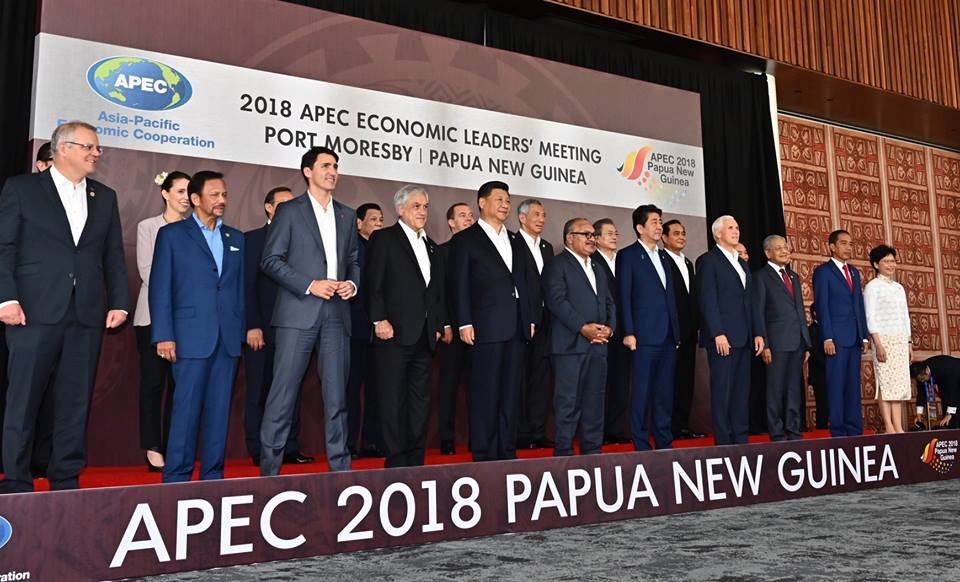
APEC 2018, 파푸아 뉴 기니

## 비판
APEC은 노동권, 환경보호, 의약품에 대한 안전하고 저렴한 접근을 규제하고 보장하는 국내법과 국내법에 제한을 가하는 자유무역협정을 추진한다는 비판을 받아왔다. 이 기구에 따르면,  "아시아 태평양 지역의 경제 성장과 번영을 더욱 강화하고 아시아 태평양 지역 사회를 강화하기 위해 설립된 "아시아 태평양 지역의 경제 성장, 협력, 무역 및 투자 촉진을 위한 최고의 포럼"이지만, 그 역할의 효과와 공정성에 대한 의문과, 특히 참여는 할 수 없지만 결정의 영향을 받을 수 있는 APEC과 태평양 섬 국가들에 참여할 수 없는 유럽 국가들의 관점에서 의문이 제기되었다.

## 같이 보기
- 아시아 유럽 정상회의(ASEM)
- 동남아시아 국가연합(ASEAN)
- 아세안 경제 공동체(AEC)
- APEC 교육장관회의